# Europa (portail web)
Pour les articles homonymes, voir Europa.
Europa (parfois écrit en capitales Europa) est le portail web officiel de l'Union européenne (UE). Le portail a été créé dans le but d'améliorer l'interaction du public avec les institutions de l'Union en redirigeant rapidement les visiteurs du site vers le service ou l'information recherchées. Europa est lié à toutes les agences de l'UE et institutions ainsi qu'à des communiqués de presse et le contenu audiovisuel des conférences de presse.
Europa est aussi un élément de coordination des sites de l'UE dans le sens où toutes les agences et les institutions ont leur nom respectif (ou les initiales de leur nom) accolé au sous-domaine .europa.eu comme URL standard. Par exemple, l'adresse de l'Institut d'études de sécurité est iss.europa.eu.

## Nom
Le site tient son nom d'Europe, en grec ancien Εὐρώπη / Eurốpê, une princesse phénicienne, fille d'Agénor (roi de Tyr) et de Téléphassa. Celle-ci aurait laissé son nom au continent européen. Son nom serait un composé de εὐρύς, « large » et ώψ, « œil, vue » et désignerait la terre « à l'aspect large ».

## Langues
Toute la législation et tous les documents d'importance politique sont publiés dans les 24 langues officielles de l'Union : allemand, anglais, bulgare, croate, danois, espagnol, estonien, finnois, français, grec, hongrois, irlandais, italien, letton, lituanien, maltais, néerlandais, polonais, portugais, roumain, slovaque, slovène, suédois et tchèque. Les documents qui ne sont pas juridiquement contraignants sont généralement publiés en anglais, français et allemand.

### Controverse de traduction
En janvier 2007, le commissaire Franco Frattini critiqua le service web car celui-ci ne traduisait pas un article à propos du 50e anniversaire du traité de Rome en italien, sa propre langue. Ces remarques de la part de locuteurs d'une langue majeure de l'Union autre que l'anglais sont parfois émises.

## Services
Europa propose aussi des services tel que EUR-Lex, l'Office des publications officielles, et une bibliothèque de photographies, de vidéos et audio de la Commission et du Parlement.
Europa accueille aussi Santé-UE, un portail thématique sur la santé existant dans les 22 langues officielles de l'Union européenne, et contenant des informations de la part des États membres de l'Union, d'organisations non-gouvernementales et des organes internationaux.
Les portails européens sur la mobilité de l’emploi et l’accès aux données ouvertes de l'Union européenne dépendent aussi d'Europa.

## Sources

## Compléments